# Тамчи (аеропорт)
Міжнародний аеропорт «Іссик-Куль»(кирг. Ысык-Көл эл аралык аэропорту) (IATA: IKU (ИКУ), ICAO: UCFL) — міжнародний аеропорт міста Чолпон-Ата, Іссик-Кульської області в Киргизстані. Розташований у селі Тамчи, біля міста Чолпон-Ата.
Аеродром належить до класу «Д» (МАК) і «3С» (ІКАО), може приймати літаки Ан-26, Ан-24, Як-40, Як-42 та інші більш легкі.
Основне призначення Міжнародного аеропорту «Іссик-Куль» — це забезпечення потреб в авіаперевезеннях, насамперед відпочивальників в Іссик-Кульській курортній зоні.

## Авіалінії та напрямки, червень 2019
| Авіакомпанія                                         | Пункт призначення                 |
| ---------------------------------------------------- | --------------------------------- |
| Kyrgyzstan Air Company оператор Avia Traffic Company | Сезонний: Бішкек, Джалал-Абад, Ош |
| Qazaq Air                                            | Сезонний чартер: Алмати           |
| S7 Airlines                                          | Сезонний: Новосибірськ            |
| SCAT                                                 | Сезонний: Алмати                  |
| Uzbekistan Airways                                   | Сезонний:Ташкент                  |